# Roberto Vargas (atleta)
Roberto Vargas es un deportista mexicano que compitió en atletismo adaptado. Ganó una medalla de bronce en los Juegos Paralímpicos de Toronto 1976 en la prueba de 4 × 60 m (clase 2-5).

## Palmarés internacional
| Juegos Paralímpicos | Juegos Paralímpicos | Juegos Paralímpicos | Juegos Paralímpicos |
| Año                 | Lugar               | Medalla             | Prueba              |
| ------------------- | ------------------- | ------------------- | ------------------- |
| 1976                | Toronto (Canadá)    | Medalla de bronce   | 4 × 60 m 2-5        |